# Aeroporto di Bari-Palese
L'Aeroporto internazionale di Bari-Palese "Karol Wojtyła" (IATA: BRI, ICAO: LIBD) è uno dei principali aeroporti italiani, nonché il principale aeroporto pugliese. Si trova vicino al quartiere di Palese Macchie ed è situato 9 km a nord-ovest del centro di Bari. Serve l'intera città metropolitana di Bari, la provincia di Barletta-Andria-Trani, la provincia di Matera e le limitrofe province di Foggia, Potenza e Taranto.

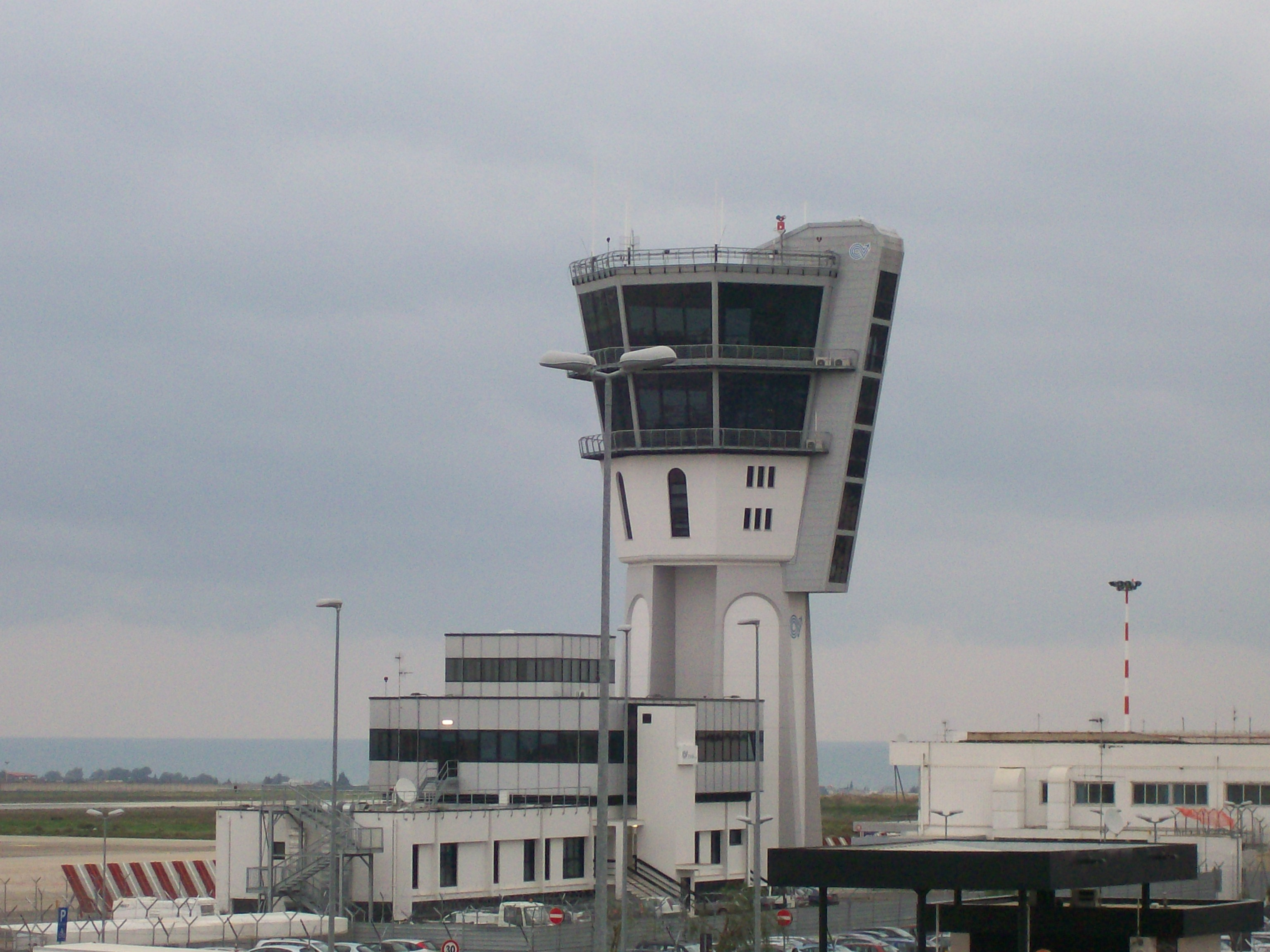
Torre di controllo ENAV all'Aeroporto di Bari.

## Storia

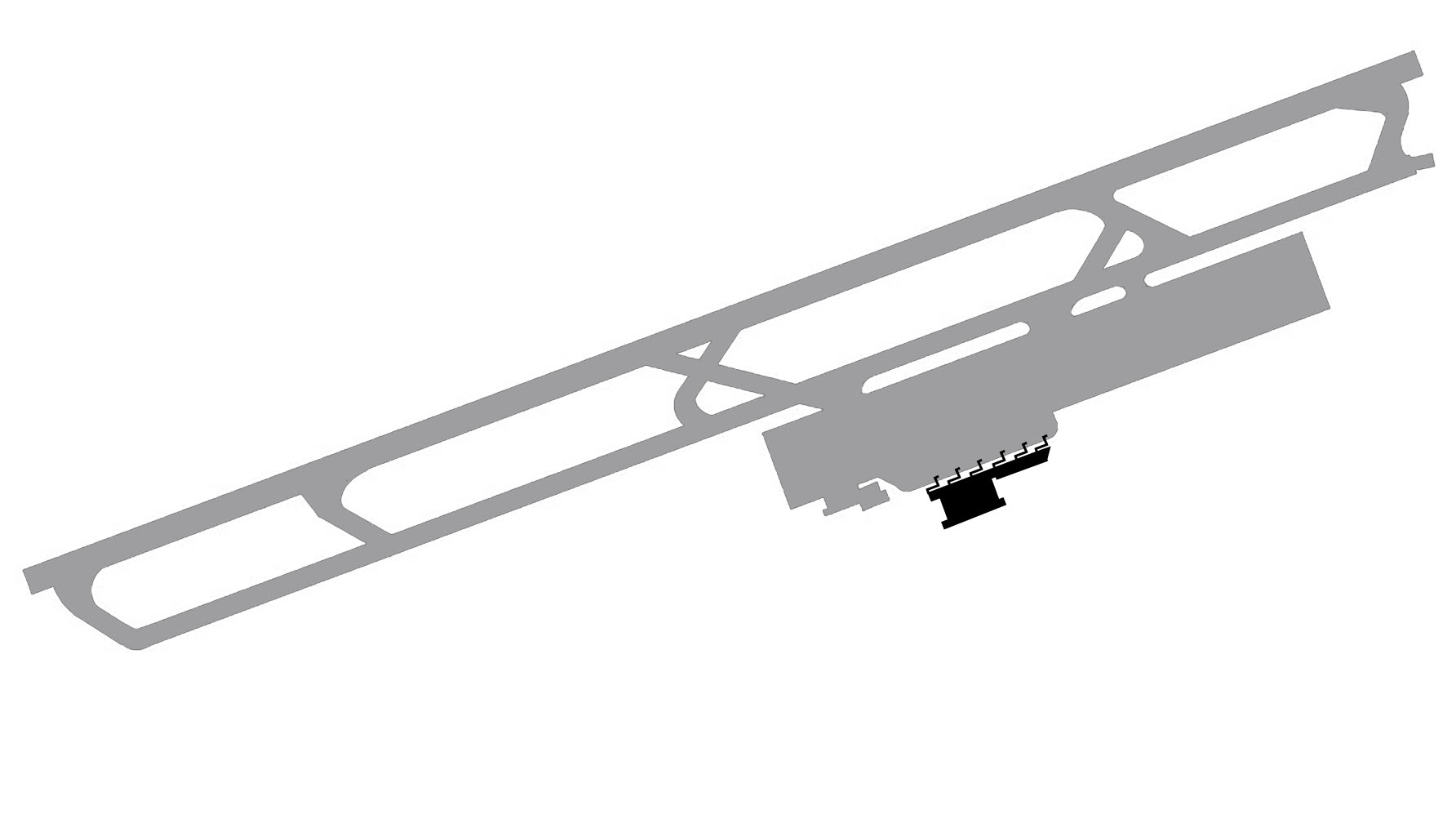
Mappa dell'aeroporto

L'aeroporto di Bari nasce ufficialmente nel 1934 come struttura adibita al solo traffico militare, dedicata al principe Umberto di Savoia, nella periferia nordovest del capoluogo, al confine fra il quartiere di Macchie e l'allora frazione di Palese (zona oggi corrispondente al confine fra l'attuale quartiere di Palese Macchie e quello di San Paolo, rispettivamente V e III municipio).
In quell'anno lo scalo viene aperto anche ai voli dell'aviazione civile; le società Transadriatica e S.A.M. (Società Aerea Mediterranea) istituiscono i collegamenti con Roma, Ancona, Venezia e, in seguito, Tirana. I collegamenti vengono poi rilevati dal vettore Ala Littoria che, a differenza degli altri, utilizza un aeromobile italiano.
Le tre linee furono soppresse poco dopo per scarso traffico. Nel 1939 il campo riottenne la concessione di utilizzo da parte dell'Ala Littoria che con apparecchi Savoia-Marchetti S.M.75 avrebbe dovuto collegare Roma e Milano con Tirana/Salonicco e Atene/Rodi via Bari. Con l'immissione in servizio degli aeromobili Savoia Marchetti si rese necessario un adeguamento della pista di volo principale, mentre l'aerostazione dell'aeroporto militare continuava ad essere utilizzata come terminal passeggeri. Nel 1941 la linea Milano-Bari-Tirana fu soppressa per risparmiare carburante.
Dopo la parentesi della seconda guerra mondiale, il traffico civile fu riaperto nel 1947 con concessione alla Linee Aeree Italiane (L.A.I.) della linea Roma-Bari-Brindisi.
Il 1º novembre 1948 arriva il 3º Stormo che resta fino al 1º luglio 1954.
Nel 1951 viene realizzata una nuova struttura, prevista come aerostazione merci, ma che di fatto diviene a tutti gli effetti la nuova aerostazione dell'aeroporto.
Nel 1960, in occasione dei costi, l'aeroporto viene utilizzato con 50 aeromobili e 1 terminal.
L'incremento del traffico eccede i limiti infrastrutturali dell'aeroporto: pertanto nel 1962 viene posta la prima pietra del nuovo terminal aeroportuale, che viene completato tre anni dopo, nel 1965.
Contemporaneamente, si procede all'ammodernamento delle infrastrutture di volo (piazzali di sosta aeromobili, pista di volo e via di rullaggio).
Nel 1965 inizia la costruzione della nuova torre di controllo, completata l'anno successivo.
Nel 1966 prende il via l'iter per l'allungamento della pista a 1.570 m, il cui appalto si conclude nel 1968.
Nel 1967 inizia la progettazione del primo ampliamento del nuovo terminal passeggeri; successivamente sono stati affidati i lavori per l'espansione dell'aerostazione sul fronte est.

### Ampliamento
A fine 2011 sono iniziati i lavori di ampliamento dello scalo pugliese, grazie a finanziamenti erogati da ENAC, Regione Puglia e dal PON Trasporti, che prevedono la realizzazione di due corpi laterali (di 135 metri ciascuno) collegati alla stazione preesistente, con una crescita della superficie disponibile sino a 48 000 m² (dai 28 000 iniziali), con un aumento degli spazi riservati alle attività commerciali sino a 7 200 m² (dai 5.400 iniziali). La crescita longitudinale della aerostazione permetterà la realizzazione di manicotti d'imbarco o "ponti mobili per i passeggeri", che saranno raddoppiati di numero (da 4 attuali a 8) e sarà dunque l'ultimo passo di un processo di espansione della struttura, che ha visto aumentare la lunghezza della pista, la superficie di sosta degli aeromobili e la costruzione di hangar e strutture di utilità annesse, negli anni precedenti.
La pista dell'Aeroporto di Bari Palese dalla Testata 07 Ovest alla Testata 25 Est misura 3.000 metri, totalmente asfaltata e dotata di sistemi PAPI, ILS, VOR, è in grado di far atterrare aerei con apertura alare fino a 65 m; inoltre grazie alle ultime modifiche apportate nel giugno 2016, anche A340-600, A380 e B747-8i/-8F, possono effettuare le normali procedure di atterraggio.

### Adeguamento delle infrastrutture di volo e prolungamento pista di volo
A fine 2018 lo scalo è stato adeguato nella parte infrastrutturale della pista. La lunghezza totale della stessa è sfruttabile per intero in entrambi i sensi di orientamento (l'orientamento della pista 07 era limitato a 2.400 metri a causa della presenza di alberi e di dislivelli nel terreno)
Nel gennaio 2019, a seguito di importanti lavori durati circa 16 mesi, la pista dell'aeroporto è diventata disponibile in tutta la sua lunghezza fisica (3000 mt.) sia dalla direzione 07 che dalla direzione 25.
Il sentiero di discesa dalla direzione 07 è stato allungato di 500 mt con l'eliminazione di ostacoli fisici costituiti da alberi di ulivo (espinatati e ripiantati sia all'interno dell'area aeroportuale che all'esterno) e da un manufatto che è stato abbattuto. Sono state impiantate due vasche di raccolta dell'acqua piovana. È stato installato un nuovo sistema ILS che permette atterraggi ogni 2,6min/h24 ed è stato installato anche un nuovo sistema ALS con luci LED.

## Il nuovo terminal

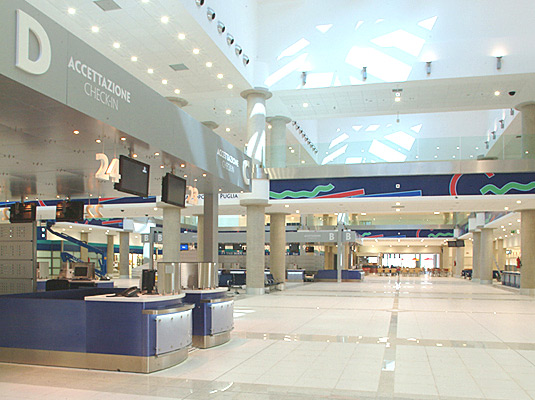
Aeroporto Internazionale di Bari "Karol Wojtyła" - Piano partenze

Il terminal dedicato a Karol Wojtyła, conta su un'aerostazione passeggeri che si sviluppa su un'area di circa 29.000 metri quadrati, distribuiti su cinque livelli.
Sono 5.400 i metri quadrati riservati alle attività commerciali, mentre quattro delle diciotto piazzole di sosta aeromobili sono servite da manicotti d'imbarco per l'imbarco e sbarco diretto dei passeggeri.
I flussi in arrivo e partenza sono separati e collocati su piani differenti.
Il dimensionamento dell'aerostazione è per 3 600 000 passeggeri all'anno, con un picco di punta oraria sui 1 400 passeggeri all'ora e un movimento aeromobili pari a 32 000 l'anno.
I 28 932 m² sono ripartiti fra piano interrato (3 530 m²), piano terra (arrivi e ritiro bagagli, 9 296 m²), mezzanino (arrivi/transiti, 1 130 m²), piano primo (partenze, 9 660 m²) e piano secondo (uffici e sala espositiva, 5 216 m²).

## Traffico passeggeri
Questo grafico non è disponibile a causa di un problema tecnico.
Si prega di non rimuoverlo.
Vedi la query Wikidata di origine.
Il traffico passeggeri si sviluppa lentamente fino alla metà degli anni 1990, con poche rotte servite quasi esclusivamente da Alitalia.
Il progressivo abbandono dello scalo da parte della compagnia di bandiera, in fase di riassetto, produce effetti positivi sul traffico, che raggiunge 1,2 milioni di passeggeri nel 2001, per toccare quota 1,8 milioni nel 2004.
Nel 2005 il trend positivo si interrompe; complici il fallimento della compagnia aerea low-cost Volareweb.com (divenuta protagonista nello scalo barese) e il tragico incidente del Volo Tuninter 1153, un ATR 72 della compagnia aerea tunisina, partito da Bari per Djerba e precipitato al largo di Palermo.
Con il 2006 una nuova inversione di tendenza porta i passeggeri a 1 972 926 (+20,41% sul 2005); l'incremento prosegue nel 2007 con un totale di 2 368 313 passeggeri.
Il 2017 si è chiuso con un traffico passeggeri pari a 4.686.018 con un incremento dell'+8,40%(di cui 4.374 passeggeri dell'aviazione generale con un decremento rispetto all'anno precedente del -0,3%) con 12.366 transiti diretti.
Nel 2021, con la nascita della nuova compagnia aerea di bandiera italiana, ITA Airways, le rotte gestite da Alitalia (da Milano-Linate e Roma Fiumicino) passano alla newco, senza sostanziali modifiche di programmazione. Nello stesso anno la compagnia low cost ungherese Wizz Air inaugura una base all'aeroporto, connettendo l'aeroporto con nuove destinazioni, nazionali e internazionali, soprattutto verso l'Europa orientale.
La società di gestione è la Aeroporti di Puglia S.p.A., ex S.E.A.P., a capitale pubblico.
La Aeroporti di Puglia ha chiuso il bilancio 2005 con un utile netto di esercizio pari a 1 376 446 euro, con un incremento del 5,78% rispetto al 2004 dovuto principalmente all'aumento dei ricavi "no aviation", direttamente correlati alla messa in esercizio della nuova aerostazione.
Nel 2007 la Aeroporti di Puglia, società che gestisce gli scali pugliesi, pubblicò un bando per l'erogazione di contributi al passeggero da assegnare a vettori disposti ad attivare una serie di rotte precedentemente predeterminate dalla stessa società: l'unica a presentare un'offerta, aggiudicandosi così la maggior parte dei finanziamenti, fu la compagnia italiana MyAir, che tuttavia nell'agosto 2009 cessò tutte le operazioni in seguito al ritiro della licenza di volo da parte dell'ENAC.

## Statistiche di traffico
|                     | 2016      | 2017      | 2018      | 2019      | 2020      | 2021      | 2022      | 2023      | 2024      | 2025      |
| ------------------- | --------- | --------- | --------- | --------- | --------- | --------- | --------- | --------- | --------- | --------- |
| Gennaio             | 259.853   | 282.760   | 315.940   | 335.891   | 359.009   | 41.112    | 234.469   | 397.192   | 364.045   | 420.418   |
| Febbraio            | 267.771   | 278.822   | 295.436   | 321.408   | 323.596   | 32.473    | 275.313   | 339.917   | 349.471   | 424.546   |
| Marzo               | 312.601   | 333.764   | 271.565   | 381.548   | 59.011    | 39.402    | 391.054   | 402.275   | 427.336   | 526.646   |
| Aprile              | 355.132   | 377.513   | 412.525   | 444.756   | 1.957     | 78.344    | 543.985   | 567.725   | 627.029   | 692.896   |
| Maggio              | 391.531   | 423.645   | 448.036   | 500.358   | 2.812     | 133.442   | 605.036   | 620.606   | 697.579   | 756.940   |
| Giugno              | 399.242   | 437.996   | 476.817   | 523.882   | 34.794    | 247.157   | 631.036   | 657.263   | 714.893   | 971.065   |
| Luglio              | 438.729   | 489.886   | 535.139   | 593.001   | 172.693   | 479.755   | 699.329   | 726.915   | 827.722   | 1.159.230 |
| Agosto              | 446.143   | 488.690   | 535.913   | 597.551   | 246.274   | 532.793   | 718.942   | 711.766   | 827.749   |           |
| Settembre           | 417.470   | 463.229   | 514.868   | 556.528   | 223.960   | 481.750   | 672.512   | 658.489   | 755.023   |           |
| Ottobre             | 390.145   | 423.617   | 475.572   | 506.535   | 180.641   | 464.558   | 597.121   | 607.530   | 705.146   |           |
| Novembre            | 316.337   | 341.594   | 374.721   | 396.434   | 43.109    | 388.557   | 409.825   | 384.445   | 484.698   |           |
| Dicembre            | 327.843   | 344.502   | 374.228   | 387.625   | 55.170    | 369.899   | 426.831   | 400.346   | 492.030   |           |
| TOTALE              | 4.322.797 | 4.686.016 | 5.030.760 | 5.545.588 | 1.703.130 | 3.289.239 | 6.200.115 | 6.474.463 | 7.273.141 | 4.950.730 |
| Fonte: Assaeroporti |           |           |           |           |           |           |           |           |           |           |

## Servizi aeroportuali
- Autonoleggio
- Biglietteria aerea
- Check-in veloce
- Ascensori e scale mobili
- Deposito bagagli
- Polizia di frontiera
- Ufficio doganale
- Ufficio Informazioni e Promozione Turistica
- Wi-Fi gratuito
- Parafarmacia
- Passeggeri a ridotta mobilità
- Servizio ferroviario metropolitano
- Bancomat
- Ufficio postale
- Bar e fast food
- Ristorante
- Shopping e duty free
- Servizi Igienici
- Autobus
- Taxi
- Parcheggio
- Pronto Soccorso
- Telefono pubblico
- Asilo
- Sale riunioni
- Aree per l'attesa
- Cappella

### Parcheggio multipiano

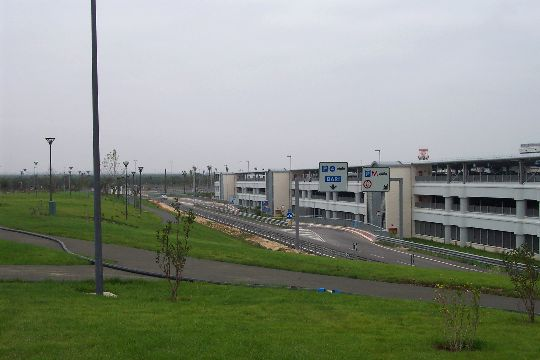
Parcheggio multipiano

Il parcheggio multipiano, inaugurato nel 2005, pochi mesi dopo la nuova aerostazione è collegato con due ponti pedonali sospesi al piano partenze del terminal. È costituito da un edificio a pianta rettangolare con due piani fuori terra, per una superficie complessiva di 20 520 m².
In totale i posti sono 749, da aggiungere ai 2 300 posti auto a raso.

### Collegamento ferroviario

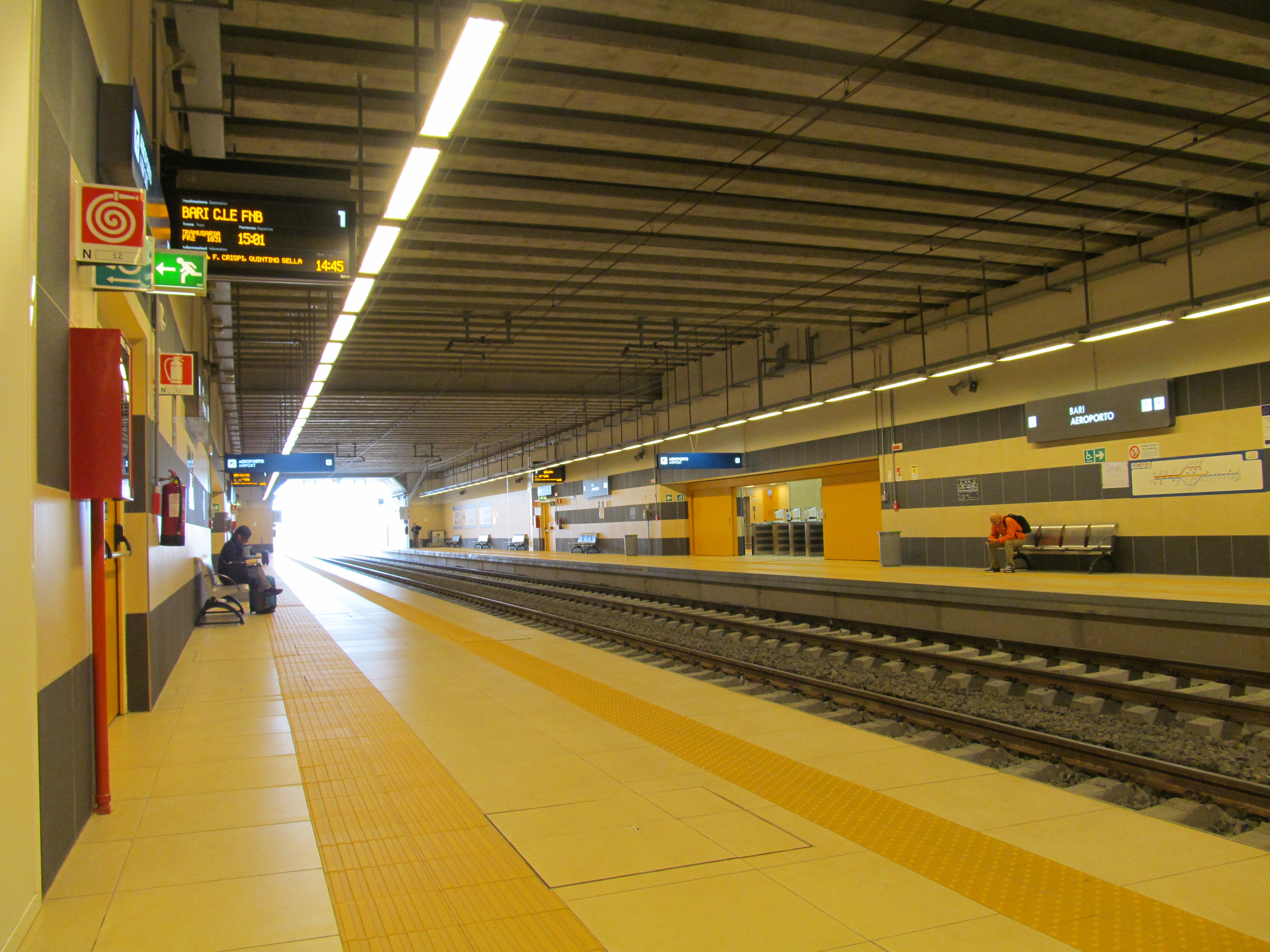
Stazione di Bari-Aeroporto

L'aeroporto è servito dall'omonima fermata posta lungo la variante della ferrovia Bari-Barletta inaugurata nel 2013. Il collegamento della ferrovia con l'aeroporto è stato cofinanziato con oltre 27 milioni di euro dal fondo FESR dell'Unione Europea (POR 2007-2013).
Il servizio, svolto dalla società Ferrotramviaria, è strutturato mediante le due linee FR2 e FM2 delle Ferrovie del Nord Barese.